# Drastic Fantastic
Drastic Fantastic (Em português: Drasticamente Fantástico) é segundo álbum de estúdio da cantora, compositora e multi-instrumentista britânica KT Tunstall. Lançado em 10 de Setembro de 2007 no Reino Unido, e 18 de Setembro nos Estados Unidos e Canadá, entre outras datas, pelo selo da Virgin Records.

## Estréia
Segundo álbum de inéditas da cantora, e sucessor do bem sucedido Eye to the Telescope, seu álbum de estréia, a produção estreou em #1 nas paradas da Escócia, ficando ao lado de nomes como Kanye West e 50 Cent. 
Já nas paradas norte-americanas, na tabela da Billboard 200, Drastic Fantastic estreou em #9, vendendo, só na primeira semana, perto de 50 mil cópias - E vendendo, até 2008, algo perto de 215 mil unidades comercializadas.
Nas paradas britânicas, o álbum estreou em #72, fechando o ano de 2007 com 225 mil cópias vendidas.      

## Recepção
Drastic Fantastic recebeu calorosa recepção, até dos mais conservadores, com a maioria das críticas positivas. O jornal britânico The Observer, em suas críticas musicais, deu 5 estrelas para a produção, classificando como um álbum "repleto de hits". 
Já Rob Sheffield, da Rolling Stone deu 3,5/5 estrelas, dizendo que o álbum era uma espécie de "flashback" de 1997, apontando as semelhanças entre as faixas do álbum com músicas que foram escritas dez anos antes. O crítico Stephen Thomas Erlewine (Que tinha avaliado Eye to the Telescope), por sua vez, deu 4/5 estrelas, dizendo que o álbum era "raro, e vindo do coração de um compositor". 
Contudo, alguns críticos ficaram menos impressionados, afirmando que não tinha o "folk de Eye to the Telescope". O The Guardian deu-lhe 3/5 estrelas, justificando que KT poderia fazer melhor.       

## Faixas
1. "Little Favours"  (K. Tunstall)  - 3:09
2. "If Only"  (K. Tunstall, J. Hogarth)  - 3:46
3. "White Bird"  (K. Tunstall)  - 3:13
4. "Funny Man"  (K. Tunstall, M. Terefe)  - 2:56
5. "Hold On"  (K. Tunstall, E. Case)  - 2:58
6. "Hopeless"  (K. Tunstall)  - 3:41
7. "I Don't Want You Now"  (K. Tunstall)  - 3:48
8. "Saving My Face"  (K. Tunstall) - 3:38
9. "Beauty of Uncertainty"  (K. Tunstall)  - 5:01
10. "Someday Soon"  (K. Tunstall,J. Hogarth, S. Dixon)  - 3:53
11. "Paper Aeroplane"  (K. Tunstall)  - 3:16

## Posições
| Parada (2007)            | Posição |
| ------------------------ | ------- |
| Scottish Albums Chart    | 1       |
| UK Albums Chart          | 3       |
| Irish Albums Chart       | 10      |
| U.S Billboard 200 Albums | 9       |
| U.S Top Rock Albums      | 1       |
| Canadian Top 100 Albums  | 10      |
| Netherlands Albums Chart | 21      |
| French Albums Chart      | 30      |
| German Albums Chart      | 35      |
| Austrian Albums Chart    | 43      |
| Italian Albums Chart     | 35      |
| European Top Albums      | 7       |
| New Zealand Albums Chart | 22      |
| Australian Albums Chart  | 48      |